# Grotte de Solborde
La Grotte de Solborde est une grotte où se trouve la source de la Méline. Le site est également considéré comme un lieu de pèlerinage,.

## Histoire

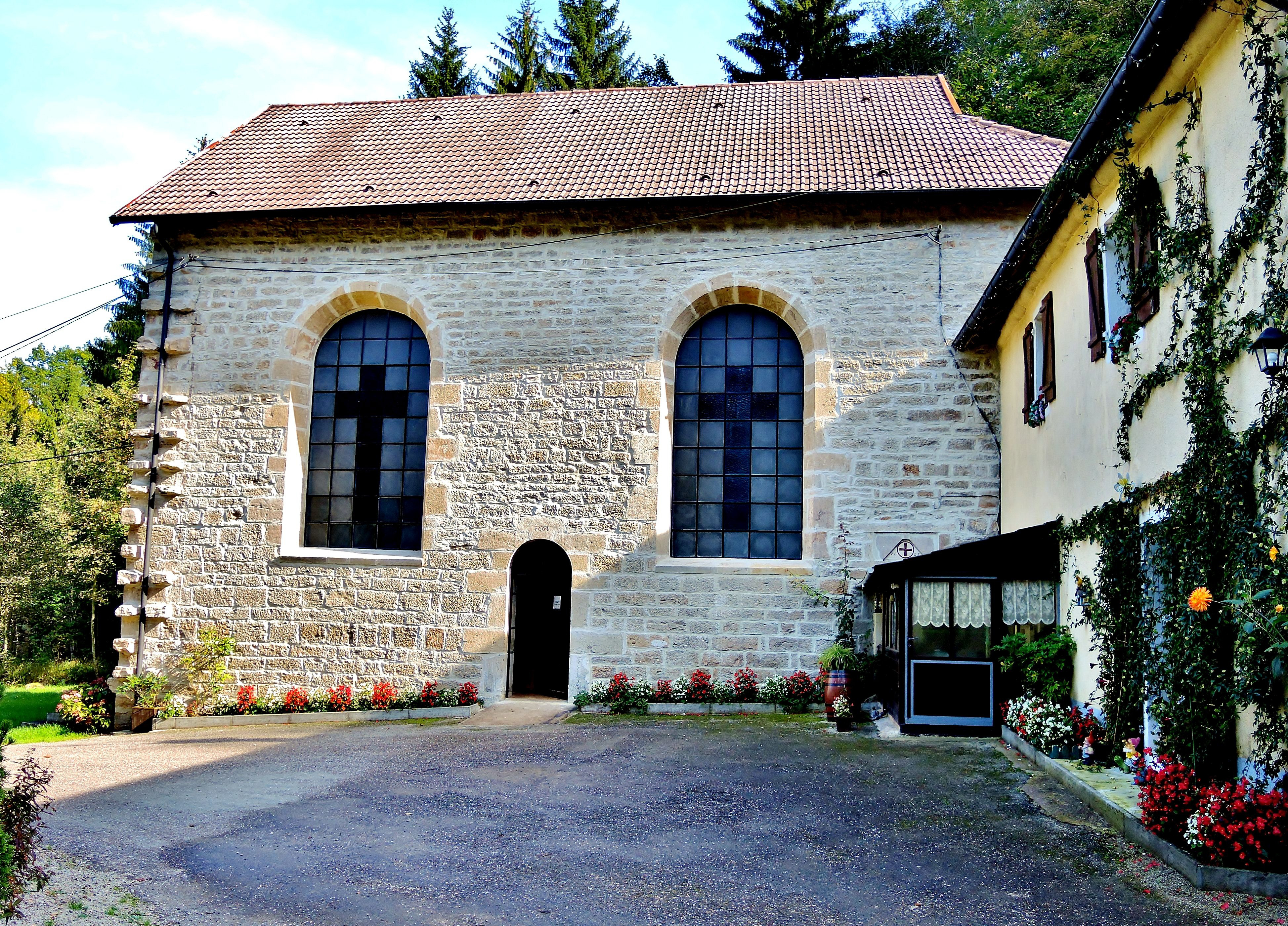
La chapelle de Solborde

En 1663, une statue en bois de style roman de la Vierge Marie a été découverte par des bergers dans la grotte. Elle a certainement été construite vers 1050 et destiné à être installée dans une chapelle du Castrum Vesulium,.